# Piața Victoriei (stație de metrou)
Piața Victoriei este o stație de metrou din București, ce realizează comunicarea dintre magistralele 1 și 2. Aici se află o serie de centre importante, printre care clădirea Guvernului României, BRD Tower, Muzeul Național de Istorie Naturală „Grigore Antipa”, Muzeul Țăranului Român și Muzeul Național de Geologie.

## Istoric
Stația de metrou a fost inaugurată în octombrie 1987, ca parte a tronsonului II al magistralei II (acum M2). Doi ani mai târziu, în august 1989, a fost deschisă stația Piața Victoriei 1, parte a magistralei III de metrou (acum M1), care făcea, la vremea respectivă, legătura între Gara de Nord și Dristor. În prezent, stația de pe magsitrala M1 se numește Piața Victoriei 2, iar stația de pe magsitrala M2 se numește Piața Victoriei 1.
De-a lungul timpului, stația a suferit modificări tehnice și estetice.
În iunie 2017 porțile de acces originale au fost schimbate cu unele moderne, ce încorporează cititor de cartelă cu bandă magnetică, cititor de cartelă electromagnetică și terminal POS pentru plata contactless cu cardul (inaugurată în 2020).
După incidentul din 2019 în care un călător a fost rănit de un panou de sticlă desprins din tavan în stația Universitate, tavanele false de sticlă din stații au fost scoase aproape în întregime, fară a fi înlocuite cu altceva, distrugând astfel o importantă parte din arhtectura originală a acestora și un element reprezentativ al metroului din București. Această măsură a afectat și stația Piața Victoriei, chiar dacă aici nu avusese loc niciun astfel incident în 30 de ani de funcționare. În prezent, rămâne montat scheletul acestuia și sunt expuse cablajul și tavanul real. 

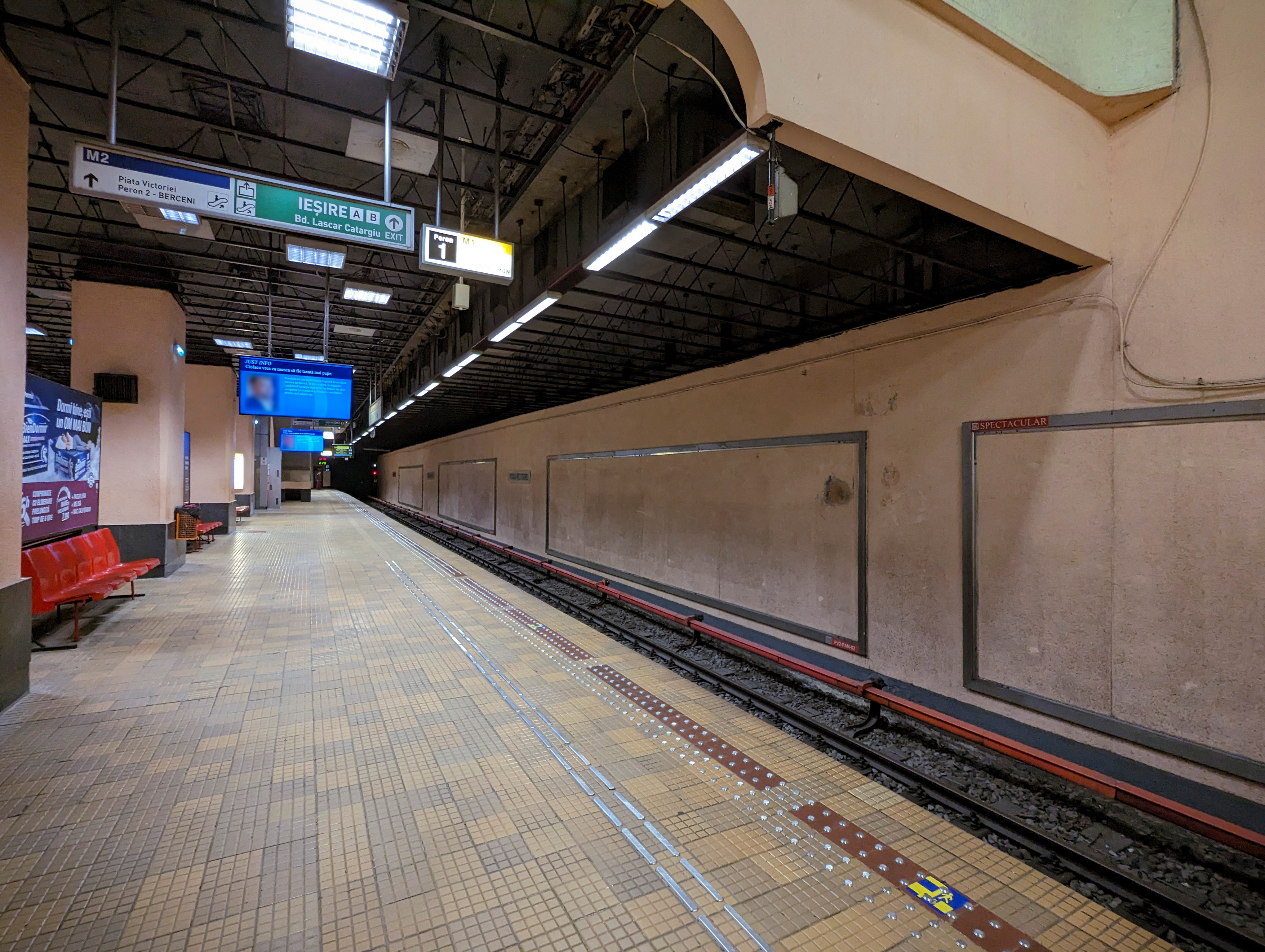
Peronul de pe magistrala M1 al stației de metrou Piața Victoriei

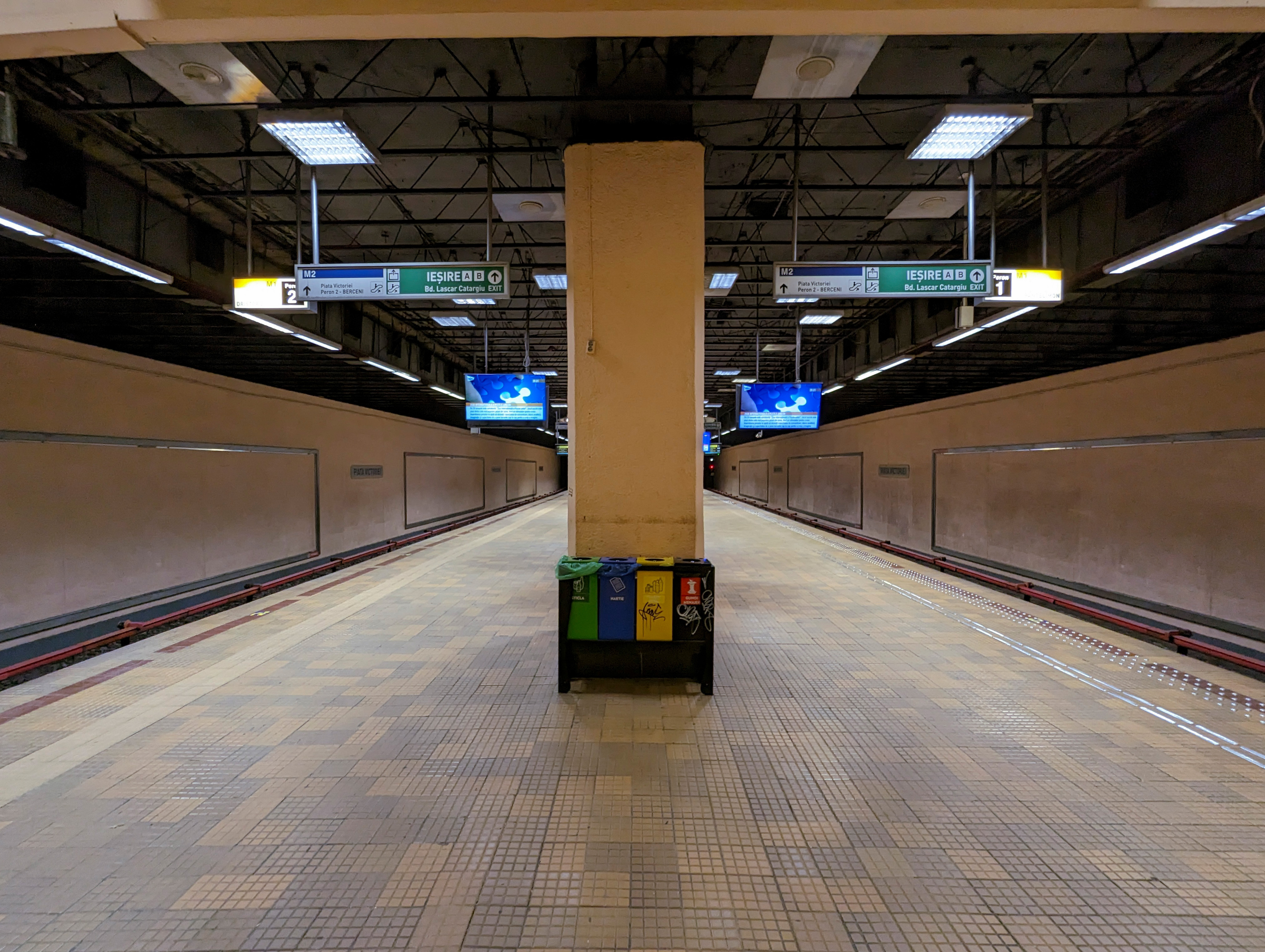
Peronul de pe magistrala M1 a stației de metrou Piața Victoriei

În timp ce finisajul stației parte a M2 este în mare parte intact, finisajul pereților din stația ce aparține M1 a fost modificat de mai multe ori, în prezent fiind vopsiți într-o culoare roz-oranj. Mozaicurile din culoarele de trecere între cele două stații au fost acoperite cu vopsea și var în 2022, deși erau într-o stare bună și ar fi putut fi doar curățate.

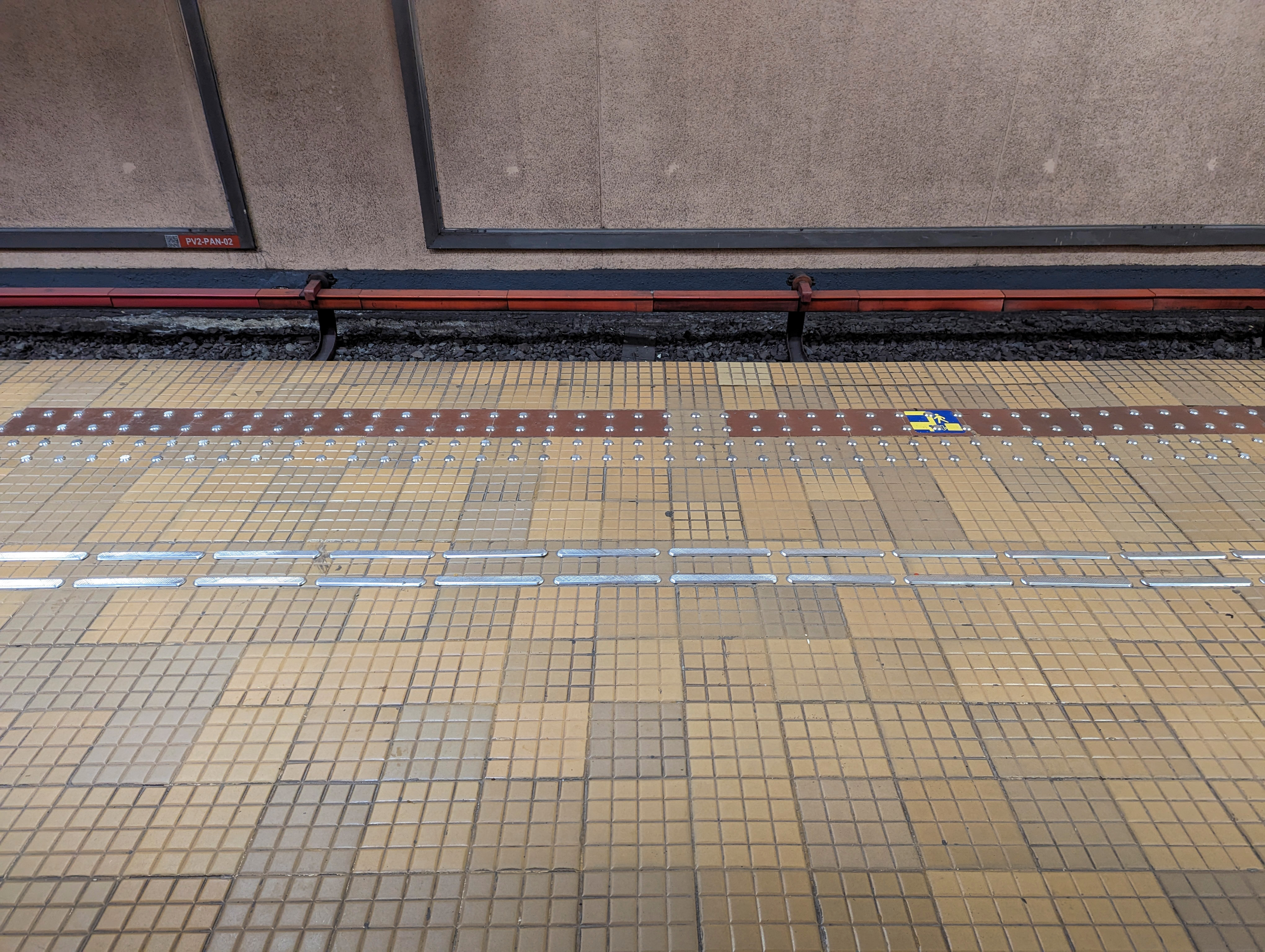
Pavaj tactil în stația Piața Victoriei pentru persoane cu deficiențe de vedere.

Spre sfârșitul anului 2022 a fost montat pavaj tactil în întreaga stație pentru persoanele cu deficiențe de vedere. 